# محمد بن حميد
أبو عبد الله محمد بن حميد بن حيان الرازي أحد رواة الحديث النبوي.

## سيرته
مولده في حدود سنة 160 هـ. حدث عن: يعقوب القمي وهو أكبر شيخ له، وابن المبارك، وجرير بن عبد الحميد، والفضل بن موسى، وحكام بن سلم، وزافر بن سليمان، ونعيم بن ميسرة، وسلمة بن الفضل الأبرش، وخلق كثير من طبقتهم. وهو مع إمامته منكر الحديث، صاحب عجائب. حدث عنه: أبو داود، والترمذي، والقزويني في كتبهم، وأحمد بن حنبل، وأبو زرعة، وأبو بكر بن أبي الدنيا، وصالح بن محمد جزرة، والحسن بن علي المعمري، وعبد الله بن أحمد بن حنبل، ومحمد بن جرير الطبري، وأبو القاسم البغوي، وأبو بكر محمد بن محمد الباغندي، ومحمد بن هارون الروياني.
قال أبو زرعة: «من فاته محمد بن حميد، يحتاج أن ينزل في عشرة آلاف حديث». قال عبد الله بن أحمد بن حنبل: «سمعت أبي يقول لا يزال بالري علم ما دام محمد بن حميد حيا». قال أبو قريش الحافظ: «قلت لمحمد بن يحيى ما تقول في محمد بن حميد فقال ألا تراني أحدث عنه». أما البخاري فقال: «في حديثه نظر». وقال صالح بن محمد: «كنا نتهم ابن حميد». قال أبو علي النيسابوري: «قلت لابن خزيمة لو حدث الأستاذ عن محمد بن حميد فإن أحمد بن حنبل قد أحسن الثناء عليه. قال إنه لم يعرفه، ولو عرفه كما عرفناه، لما أثنى عليه أصلا». قال أبو أحمد العسال: «سمعت فضلك، يقول دخلت على ابن حميد، وهو يركب الأسانيد على المتون». قال يعقوب بن إسحاق الفقيه: «سمعت صالح بن محمد الأسدي، يقول ما رأيت أحذق بالكذب من سليمان الشاذكوني، ومحمد بن حميد الرازي، وكان حديث محمد بن حميد كل يوم يزيد». قال أبو إسحاق الجوزجاني: «هو غير ثقة».

## وفاته
مات ابن حميد سنة 248 هـ .